# بارألدهيد

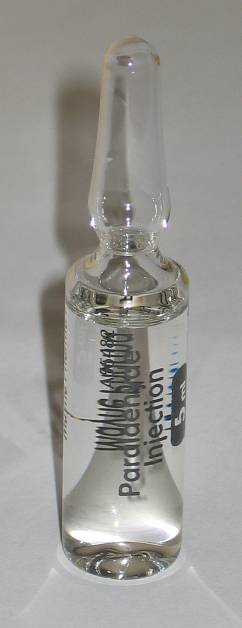
بارالديهايد.

البارألدهيد أو البارالديهايد هو سائل عديم اللون وكريه المذاق ونفّإذ الرائحة، يتّخذ في الطب مسكّناً ومنوّماً ويستخدم في الكيمياء لإنتاج المواد الكيميائية العضوية.